# Rhantus guadalcanalensis
Rhantus guadalcanalensis är en skalbaggsart som beskrevs av Michael Balke 1998. Rhantus guadalcanalensis ingår i släktet Rhantus och familjen dykare. Inga underarter finns listade i Catalogue of Life.